# Idiocera afghanica
Idiocera afghanica là một loài ruồi trong họ Limoniidae. Chúng phân bố ở miền Cổ bắc.